# Марк Лолий Паликан
Марк Лолий Паликан (на латински: Marcus Lollius Palicanus) е политик на Римската република през 1 век пр.н.е.

## Биография
Произлиза от фамилията Лолии, клон Паликан, от Пиценум. Според Цицерон той е добър оратор.
През 71 пр.н.е. Паликан е народен трибун. Консули тази година са Публий Корнелий Лентул Сура и Гней Алфидий Орест. Същата година е краят на Третата робска война. Спартак и 6 000 от последоваателите му са разпънати на кръст по пътя Виа Апиа между Капуа и Рим.
Той помага в изработването на закона lex Aurelia iudiciaria за реформа на съда на претора Луций Аврелий Кота.